# تنیس در المپیک تابستانی ۱۹۹۶
تنیس در بازی‌های المپیک تابستانی ۱۹۹۶ نام رویداد ورزش تنیس در بازی‌های المپیک تابستانی بود که در سال ۱۹۹۶ برگزار شد. کشور میزبان که آمریکا بود توانست ۳ مدال طلا از ۴ مدال طلا را کسب کند.

## جدول مدال‌ها
| رتبه | کشور                      | طلا | نقره | برنز | مجموع |
| ۱    | ایالات متحده آمریکا (USA) | ۳   | ۰    | ۰    | ۳     |
| ۲    | استرالیا (AUS)            | ۱   | ۰    | ۰    | ۱     |
| ۳    | اسپانیا (ESP)             | ۰   | ۲    | ۱    | ۳     |
| ۴    | جمهوری چک (CZE)           | ۰   | ۱    | ۱    | ۲     |
| ۵    | بریتانیای کبیر (GBR)      | ۰   | ۱    | ۰    | ۱     |
| ۶    | آلمان (GER)               | ۰   | ۰    | ۱    | ۱     |
| ۶    | هند (IND)                 | ۰   | ۰    | ۱    | ۱     |